# 노민
노민(盧敏, 1948년 7월 2일 ~ )은 대한민국의 성우로, 1966년 연극 배우로 활동하다가 1971년 동양방송 공채 6기 성우로 입사했는데, 언론통폐합으로 인해 한국방송 성우극회 공채 13기로 분류된다.

## 출연 작품

### 애니메이션
※전체 출연작은 외부 링크를 참조
- 고쿠센 (투니버스) - 후지
- 까치의 날개 (KBS) - 허감독
- 꼬마용 타발루가 (대교) - 제임스
- 꼬마유령 캐스퍼 (KBS) - 뚱보
- 꼬비꼬비 (KBS) - 옹고집
- 날아라 슈퍼보드 (KBS) - 저팔계 / 돌격대장(2기) / 가짜 저팔계(4기)
- 늑대기사 실반 (SBS)
- 드래곤볼 (SBS) - 피라프 / 미스터 포포 / 우마왕
- 드래곤볼 Z (SBS) - 계왕
- 란마1/2 (VIDEO)
- 용자특급 마이트가인 (KBS) - 마틴 실장 / 마오타이 / 블랙 느와르
- 미래소년 코난 (KBS) - 레프카 / 마을 이장
- 명견 실버 (VIDEO) - 최철홍 / 리키 / 푸마 / 모스 / 그레이트 / 흑방귀
- 빛의 전사 마스크맨 (VIDEO) - 바라바.요프라.키로스
- 슈퍼 그랑죠 (SBS) - 마왕 / 이막 할아버지 / 가라파치노 / 포세 / 거울맨
- 슈퍼 씽씽캅 (KBS) - 사부
- 스타 워즈: 클론 전쟁 (카툰네트워크) - 요다
- 스페이스 힙합덕 (KBS) - 푸른 수염
- 신세기 에반게리온 (VIDEO) - 이카리 겐도
- 아벨 탐험대 (KBS)
- 요랑아! 요랑아! (KBS) - 표범
- 요술공주 밍키 (KBS) - 뭉뭉 (개)
- 우정의 그라운드 (KBS) - 야마우치
- 우주용사 씽씽캅 (KBS) - 사부
- 우주용사 버즈 (KBS) - 네뷸라 사령관
- 원탁의 기사 (KBS) - 파시발
- 원피스 (KBS) - 가이몬 / 리치 / 넬슨 제독
- 이누야샤 (애니원) - 저구계(129화) / 촌장(130화)
- 지구방위대 후뢰시맨 (VIDEO) - 마그 / 레이 원더 / 강진형 박사 / 사 카우라 / 대박사 리 케프렌 / 남자 후뢰시 성인(제1화(제1편 1번째)) / 경수(가조쿠) 아버지(제24화(제8편 3번째)) / 석이(키요시) 아버지(제33화(제11편 3번째))
- 우주특공대 바이오맨 (VIDEO) - 메이슨 / 실버 / 쥬오 / 사이곤(제10화(제4편 1번째)를 제외한 나머지) / 메츄라(제4화(제2편 1번째)) / 메사쥬(제24화(제8편 3번째)) / 설민환 박사(시바타 박사 - 고 신이치로) / 진규(하야세 스코야카, 제13화(제5편 1번째)) / 브레인(제14화(제5편 2번째)) / 최실장(쿠도 소장, 제21화(제7편 3번째)) / 메카 거미(제27화(제9편 3번째)) / 야구부 감독(제33화(제11편 3번째)) / 강재준(야마모리 쇼타, 제35~36화(제12편 2~3번째) / 슈퍼 컴퓨터(제9화(3편 3번째))
- 지구특공대 가글파이브 (VIDEO) - 박사 / 데스키라
- 채채퐁 김치퐁 (KBS) - 사장
- 카우보이 비밥 (투니버스) - 동풍 (20화)
- 태양의 기사 피코 (KBS) - 분자에몽
- 트랙시티 (SBS) - 세나
- 하얀마음 백구 (SBS) - 이사장 / 투견광
- 헌터X헌터 (애니원) - 통파 / 나만즈 / 크라겐 / 다브 / 튤립영주 / 고리고리
- 미디어 포커스 (KBS)
- 우주삼총사 (KBS)
- 출동! 바이오 용사(KBS) - 스캐럽 / 플러피
- 디지몬 세이버즈(챔프) - 바로몬
- 엘 티그레 : 매니 리베라의 모험 - 푸마 로코(그랜파피 리베라) (닉 코리아)
- 에디와 내 친구 베어 (대교방송) - 베어
- 달려라 바우(KBS) - 장춘삼
- 배트맨(특선)(SBS) - 고든 국장
- 평화의 전사 라이브맨 - 닥터 켄푸/ 가드노이드 갓슈.기르도스
- 은하탐정 케인(SBS) - 그레노
- 미래영웅 아이언리거(SBS) - 로취 단장
- 아쿠아키즈(SBS) - 해머
- 해로와 토레미(SBS) - 이모겐
- 크리스탈요정 지스쿼드(SBS) - 벌룬
- 출동! 로봇V(MBC) - 홍박사 심복 2
- 트라이킹덤(KBS) - 장건
- 오즈 탐험대(SBS)
- 무적의 자스피온(VIDEO) - 에진 / 사탄고스 / 은미의 아버지 / 카사모 형제의 형
- 이상한 나라의 폴(SBS)
- 요술곰의 모험나라(KBS) - 주피
- 미래소녀 엘피(KBS)
- 거북이 특공대(SBS)
- 전격전대 체인지맨 - 부관 부마
- 알로하 스쿠비 두(카툰네트워크) - 스쿠비
- 스쿠비 두와 늑대인간(카툰네트워크) - 스쿠비
- 스쿠비 두와 사이버 모험(카툰네트워크) - 스쿠비
- 스쿠비 두와 맥시코 괴물(카툰네트워크) - 스쿠비
- 녹색의 전설(투니버스) - 송곳
- 뿡야뿡야 왕바우(애니원) - 춘식
- 집없는 소년(KBS) - 비타리스 할아버지
- 침묵의 함대(애니박스) - 가게야마
- 슬레이어즈 프리미엄(애니박스) - 수호신
- 바텐더(애니박스) - 쿠루시마 타이조
- 비밀요원 터프퍼피(니켈로디언) - 치프
- 비디오 전사 레저리온(VIDEO)
- 머신로보트(VIDEO)
- 알펜로즈(VIDEO) - 드보와
- 당가도에이스(VIDEO)
- 투장 다이모스(VIDEO)
- 볼트화이브(VIDEO) - 3호기 / 국방장관
- 콤바트라V(VIDEO) - 철민 / 대총통 / 카루타
- 우주여왕(VIDEO)
- 아이젠보그(VIDEO) - 봉수 / 마왕
- 핑크요정 페루샤(VIDEO) - 페루샤 아빠 / 요정 1
- 우주에서 온 야구소년(VIDEO) - 강철 할아버지 / 지구팀 감독
- 레이디 죠지(VIDEO) - 제럴드 백작
- 우주용사 타이맨(VIDEO)
- 라모네기사(VIDEO) - 돈 할마게
- 판타스틱 4(카툰네트워크) - 닥터 둠
- 데스노트(애니원) - 오소레다
- 나나 6/17(투니버스) - 나나 아빠
- 명탐정 코난(투니버스)
- 나루토(투니버스) - 가마분타
- 나루토 질풍전(투니버스) - 호무라
- 몬스터(투니버스) - 슈만
- 은비 까비의 옛날 옛적에(KBS) - 사또
- 토리코(카툰네트워크) - 국왕
- 슈퍼인간 보그맨(VIDEO) - 길버트 매쉬
- 환상의 풍선여행(EBS) - 랜슬럿
- 빛돌이 우주 2만리(SBS) - 철갑사령관
- 헬로 카봇(KBS) - 마이스터
  - 헬로 카봇 X(SBS) - 마이스터 X
- 스페이스 몽키(SBS) - 네뷸라

### 애니메이션 영화
- 가디언의 전설 - 그림블
- 겨울왕국 - 트롤의 왕
- 모노노케 히메 (MOVIE) - 지코 보
- 메리다와 마법의 숲 - 딩월 경
- 붉은돼지 (MOVIE) - 공중해적 두목
- 니모를 찾아서 - 블로트
- 명탐정 빠쎄(KBS) - 장꼬르
- 뮬란(MOVIE) - 야오
- 뮬란 2(MOVIE) - 야오
- 토드와 코퍼 (MOVIE) - 부머
- 슬레이어즈 스페셜 (챔프)
- 에디의 환상 여행 (MOVIE) - 올빼미 대공(The Grand Duke of Owls)
- 엘시드(KBS) - 고메즈 백작
- 고양이의 보은 (MOVIE) - 고양이왕
- 꼬마어사 똘이 (MBC)
- 공룡, 타임머신을 타다 (KBS) - 렉스 / 줄리엣 박사
- 바비의 백조의 호수 (투니버스)
- 나루토 질풍전 극장판 - 블러드 프리즌 (투니버스) - 가마분타
- 카 - 보안관
- 카 2 - 토폴리노 삼촌

### 영화
- 쥬라기 공원(KBS, SBS) - 존 해먼드 (리처드 애튼버러)
  - 쥬라기 공원 2(KBS, SBS) - 해먼드 (리처드 애튼버러)
- 누구를 위하여 종은 울리나(KBS, MBC) - 파블로 (아킴 타미로프)
- 해리 포터와 불의 잔(SBS) - 앨러스터 무디 교수 (브렌던 글리슨)
- 쿵푸 허슬(KBS) - 야수 (양소룡) / 킬러(가강희)
- 리딕: 헬리온 최후의 빛(KBS) - 이맘 (키스 데이비드) / 죄수(요릭 판바헤닝언)
- 터미널(KBS) - 서먼(배리 샤바가 헨리)
- 인디아나 존스: 미궁의 사원 (KBS) -  몰라 람(암리쉬 푸리)
- 더 도어(KBS) - 지기 (토마스 디엠)
- 크림슨 리버(SBS)
- 트리거 이펙트(SBS)
- 전설의 용사 반달가면(KBS) - 반달가면의 사부
- 신비의 용사 반달가면 - 조폭 두목
- 스페이스 잼(SBS) - 주황색 외계인(다넬 서틀스)
- 블라인드 가이(KBS) - 대니의 아빠(프랭크 게리시)
- 34번가의 기적(KBS) - 산타클로스 (리처드 애튼버러)
- 스타워즈 에피소드 1: 보이지 않는 위험(KBS) - 요다 (프랭크 오즈) / 누트 건레이(실라스 카슨)
  - 스타워즈 에피소드 2: 클론의 습격(KBS) - 요다 (프랭크 오즈) / 누트 건레이(실라스 카슨) / 비블(올리버 포드 데이비스) / 클리그(잭 톰퍼슨)
  - 스타 워즈 에피소드 5: 제국의 역습(KBS) - 요다 (프랭크 오즈) / 오젤(마이클 쉬어드) / 기얼 아크바(팀 로즈)
  - 스타 워즈 에피소드 6: 제다이의 귀환(KBS) - 요다 (프랭크 오즈) / 아크바(팀 로즈)
- 블랙 독(SBS)
- 비우(MBC) - 프란츠 (제임스 메이슨)
- 성룡의 홍번구(SBS) - 경찰 서장
- FBI 기동타격대(SBS)
- 배틀필드(SBS) - 커 부관 (포리스트 휘터커)
- 앨리게이터 2(MBC)
- 에일리언(SBS) - 파커 (야펫 코토)
- 이레이저(SBS) - 쟈니(로버트 패스토렐리)
- 빅 마마 하우스(SBS) - 벤 롤리 (칼 라이트)
- 글래디에이터(SBS) - 프록시모 (올리버 리드)
- 매그놀리아(SBS) - 지미 게이터 (필립 베이커 홀)
- 배트맨(KBS) - 경찰 국장 (팻 힝글) / 조폭(존 디어)
  - 배트맨 2(KBS) - 경찰 국장 (팻 힝글)
  - 배트맨과 로빈(SBS) - 고든 서장 (팻 힝글)
- 방세옥(SBS) - 뇌대인(진송용)
- 닌자 거북이 3(SBS)
- 투명인간(KBS) - 제이컵스 (에디 파이어스톤)
- 이유 없는 반항(KBS) - 아빠 (짐 바쿠)
- 폭풍의 질주(KBS) - 팀 (랜디 퀘이드) / 의사(제랄드 R. 몰렌)
- 화성인 마틴(KBS) - 국장
- 라디오 살인사건(KBS)
- 허리케인 카터(KBS) - 벨로 / 마이론 벨록 (데이비드 페이머)
- 미스터리 알래스카(KBS) - 읍장(콜름 미니)
- 갱스터 초치(KBS) - 노숙자(제리 모포켕)
- 스플래시(KBS) - 프레디 (존 캔디)
- 장고(KBS) - 나다니엘 (앙헬 알바레즈)
- 리오 그란데(KBS) - 퀸캐넌(빅터 매클래글렌)
- 석양의 갱들(KBS) - 후 안 (로몰로 밸리)
- 프리즈 프레임(KBS) - 숀 시걸 (이언 맥네이스)
- 애니멀(KBS) - 경찰 서장
- 나일강 살인 사건(KBS) - 포와로 (피터 유스티노프)
- 뒤죽박죽 고향방문(KBS) - 쿠터 (벤 존스)
- 이완 맥그리거의 인질(KBS) - 메이휴 (이언 홈)
- 말콤 X(KBS) - 엘리아 무하메드 (알 프리먼 주니어)
- 신과 함께 가라(KBS) - 타실로 수사 (마티아스 브레너)
- 키드(KBS) - 밥 (스탠리 앤더슨)
- 천국의 맞은편(KBS) - 목사
- 비상근무(KBS) - 래리 (존 굿맨)
- 바로워스(KBS) - 포터 (존 굿맨)
- 크리스마스 캐럴(KBS) - 크리스마스 현재의 유령 (짐 캐리)
- 바라바(KBS) - 그리스 도인
- 퍼펙트 크라임(KBS) - 형사 (엘리크 빌렌)
- 고인돌가족 플린스톤(KBS) - 플린스톤
- 더 셀(KBS) - 콜
- 나는 고백한다(KBS) - 라우루 경감 (칼 말든)
- 슈퍼맨(97년 더빙판/KBS) - 오티스 (네드 비티)
  - 슈퍼맨 2(97년 더빙판/KBS) - 오티스 (네드 비티)
- 그림 형제 - 마르바덴 숲의 전설(KBS) - 델러톰브 (조너선 프라이스)
- 레터스 투 줄리엣(KBS) - 바비
- 런어웨이 브라이드(KBS)
- 숀 코너리의 함정(KBS)
- 닥터 T(KBS) - 엘리오스(앤디 릭터)
- 청사(KBS) - 스님(유순)
- 더 콘서트(KBS) - 레오니드(발렌틴 테오도시우)
- 부메랑(KBS)
- 티파니에서 아침을(KBS) - 이웃집 주인(미키 루니) / 셀리(앨런 리드)
- 셰인(KBS)
- JFK(KBS) - 베니스터(에드워드 애스너)
- 아메리칸 스플렌더(KBS) - 보츠 (얼 빌링스)
- 블룸 형제 사기단(KBS) - 큐레이터 (로비 콜트레인)
- 뮌헨(KBS) - 파파 (미카엘 롱스달) / 와엘 즈와이터(마크람 코우리) / 회계사(오데드 테오미)
- 붉은 10월(KBS) - 토미
- 노 맨스 랜드(KBS) - 소프트 대령 (사이먼 캘로)
- 블라인드(KBS) - 빅터 (얀 데클레흐)
- 올리버 트위스트(KBS) - 림스킨스 (이언 맥네이스)
- 굿바이 만델라(KBS) - 보스먼(마르코 반 데르 콜프) / 폴스무어 교도소장(앙드레 제이콥스)
- 폴리스 아카데미 6(KBS) - 해리스 반장 (G. W. 베일리)
- 헌티드(KBS) - FBI 지부장(론 캐나다)
- 시암 선셋(KBS) - 빌 (로이 빌링)
- 마니(KBS) - 스트러트(마틴 게이벨)
- 댓 싱 유 두(KBS) - 팩스턴(빌 코브스)
- 카사블랑카(KBS)
- 귀여운 빌리(KBS) - 해리 (존 굿맨)
- 에드 우드(KBS) - 토르 (스탠리 드산티스)
- 잠망경을 올려라(KBS)
- 내게 너무 멋진 서쪽나라(KBS) - 비쇼이유 경찰서장
- 다크 블루(KBS)
- 스튜어트 리틀(KBS)
- 포레스트 검프(KBS) - 의사(해롤드 허텀) / 군인(아페모 오밀라미) / 벤치에 앉은 남자(빌 로버슨)
- 바람과 함께 사라지다(KBS) - 스칼렛 아버지(토머스 미첼)
- 스팅(KBS)
- 자이언트(KBS)
- 러브 스파이(KBS) - 존스 (렌조 리날디)
- 재회(KBS)
- 법외정(KBS) - 관 선생
- 페이지 마스터(KBS)
- 로코(KBS) - 아빠
- 청혼(KBS) - 할아버지
- 알비노 엘리게이터(KBS)
- 머스킷티어(KBS) - 플랑셰(장 피에르 카스탈디)
- 파워 오브 원(KBS)
- 007 살인번호(KBS) - 코럴(존 키즈밀러)
- 007 골드핑거(KBS) - 골드핑거 (거트 프로브)
- 로렌조 오일(KBS) - 거스 니콜라이즈 (피터 유스티노프)
- 궁둥이를 쏜 사나이(SBS)
- 핫 초콜릿(SBS)
- 변신전사 트랜스 토디 - 방위사령관 (국정환)
- 배트맨 2(KBS)
- 해리포터와 아즈카반의 죄수(SBS) - 어니 / 피터 페티그루 (티머시 스폴)
- 인사이더(KBS) - 모들리 변호사 (브루스 맥길) / 로웰의 친구(윌리 C. 카펜터)
- 위대한 산티니(KBS)
- 제5원소(KBS) - 파콜리 교수 (존 블루탈)
- 페노메논(KBS) - 디토(토니 제나로)
- 에어포트(KBS) - 제레로 (밴 헤프린)
- 닥터 지마스(텔레노벨라) - 뚜리비오
- 타워링(KBS)
- 스티븐 킹의 토미노커스(KBS)
- 애널라이즈 디스(KBS) - 젤리 (조 비터렐리)
- 스파이 게임(KBS) - 해리 덩컨 (데이비드 헤밍스)
- 넉 오프(KBS)
- 에반 올마이티(KBS) - 롱 (존 굿맨)
- 킹스 스피치(KBS) - 윈스턴 처칠 (티머시 스폴)
- 벤허(KBS) - 아리우스 (레이 윈스턴)
- 내 마음의 수호천사(KBS) - 아서 삼촌 (모리 체이킨)
- 어벤저(SBS) - 마더 (짐 브로드벤트)
- 엘 시드(KBS) - 고르마즈 백작(앤드류 크룩생크)
- 초대받지 않은 손님(KBS) - 존 아버지 (로이 글렌)
- 리썰 웨폰 2(MBC) - 아르젠 러드(조스 아클랜드)
- 머니 토크(MBC) - 레이몽(제럴드 이스마엘)
- 이연걸의 보디가드(KBS) - 양 경관(정칙사)
- 수호전지 영웅본색(SBS) - 노지심 (서금강)
- 우정있는 설복(KBS) - 에녹(조엘 플럴런)
- 델리카트슨 사람들(KBS) - 클라펫(장 클로드 드레이퍼스)
- 바다의 지배자(KBS) - 토미(토마스 밋첼)
- 고백(KBS) - 프랭크(케네스 맥밀란)
- 아스테릭스(KBS) - 카이우스(장 피에르 카스탈디)
- 나 홀로 집에(KBS) - 거스(존 캔디)
- 코 끝에 걸린 사나이(SBS) - 반장(델로이 린도)
- 대부(KBS) - 클레멘자(리차드 S. 카텔라노)
- 허드서커 대리인(KBS) - 이사회 인원(I. M. 홉슨) / 음식점 직원(존 사이츠) / 해설
- 어느 날 밤에 생긴 일(KBS) - 조 가든(찰스 C. 윌슨)
- 아란의 사람들(KBS) - 상어잡이(패치 로드)
- 수퍼캅(SBS) - 윌버 월쉬(버드 스펜서)
- 난파선(KBS) - 갑판장(욘 시구르 크리스텐슨)
- 올리버 트위스트(KBS) - 그림위그(프레데릭 로이드)
- 허비 - 몬테카를로에 가다 (KBS) - 퀸시(로이 키니어)
- 육지금마 (SBS) - 황린의 스승(진룡)
- 뉴욕 뉴욕(KBS)

### 외화
- 닥터후(KBS) - 클라이브 존스(트레버 레어드, 시즌 3) / 맥스 카프리콘(조지 코스티건, 시즌 4) / 손타란(시즌 4)
- 판관 포청천(KBS) - 포청천
- 신 포청천(KBS) - 포청천
- 마법사 멀린(KBS) - 올프릭
- 찰리 제이드(KBS) - 루빈스키 (타이론 벤스킨)
- 커맨더 인 치프(KBS) - 폴락 장군 / 대법원장
- 사브리나(KBS)
- 스필버그의 어메이징 스토리(KBS) - 시장
- 삼국지(KBS) - 동탁 (여효화)
- 형제전사 에이스맨(VIDEO) - 해설 / 닥터 Q
- 판관 포청천 2012(채널A) - 포청천 (금초군)
- 명탐정 코난 드라마스페셜 - 남도일에게 보내는 도전장(투니버스) - 형사 (이부 마사토)
- 싸이보그 스필반(VIDEO)
- 파워레인저 캡틴포스(챔프) - 아크도스 길
- 돌아온 판관 포청천(OBS) - 포청천
- 크리스마스 살인(EBS) - 시몬 르 테스쿠
- 투명인간(KBS) - 국장(에디 존스)
- 어스시의 마법사(KBS) - 오지언(대니 글로버)
- 전격 Z 작전(KBS) - 카르(피터 쿨렌)
- 전쟁과 평화(KBS) - 쿠투조프(브라이언 콕스) / 티혼(데이비드 퀼리터)
- 리썰 웨폰(KBS) - 티토(대니 모라)
- 경감 메그레(KBS) - 로뇽(콜린 매스)

### 라디오 드라마
라디오 독서실 (KBS 2라디오)
- 2010.02.28  하근찬 <수난이대> (만도)

### 방송
- 생방송 오늘(KBS)
- 1 대 100(KBS) - 2012년 1월 17일 출연
- 동화나라 꿈동산(KBS)

### 게임
- 삼국지 천명 2 - 장비
- 월드 오브 워크래프트 - 니엘라스 아란, 브란 브론즈비어드
- 진 삼국무쌍 - 동탁
- 진 삼국무쌍 3 - 동탁
- 진 삼국무쌍 4 - 동탁
- 하스스톤 - 브란 브론즈비어드
- 그런츠 - 그런츠
- 하프라이프 2(밸브 코퍼레이션) - 그레고리 신부, 커비지 대령
- 로스트 오딧세이 - 세드
- 무쌍오로치3 - 악마뱀의 저주 - 동탁

### 광고
- 제일헬스사이언스 진녹천 - 포청천

## 같이 보기
- 한국방송 성우극회